# Nemoraea titan
Nemoraea titan är en tvåvingeart som först beskrevs av Walker 1849.  Nemoraea titan ingår i släktet Nemoraea och familjen parasitflugor. Inga underarter finns listade i Catalogue of Life.